# George Ezra
George Ezra Barnett (født 7. juni 1993) er en engelsk singer-songwriter. Efter at have udgivet de to EP'er Did You Hear the Rain? i oktober 2013 og Cassy O' i marts 2014, blev han kendt med singlen "Budapest", som nåede top ti i adskillige lande verden over, og nåede #1 i Østrig, New Zealand og Tjekkiet. Ezras debutalum Wanted on Voyage, som blev udgivet 30. juni 2014, nåede #1 i Storbritannien og Skotland og top ti i syv andre lande.
Hans andet studiealbum, Staying at Tamara's, blev udgivet i marts 2018, hvor det nåede førstepladsen på den engelske albumhitliste og kom i top 10 i otte andre lande. Den andne single fra albummet, "Paradise", nåede nummer 2 på UK, mens den næste single "Shotgun", nåede førstepladsen, hvilket blev Ezras første sang på toppen af hitlisten i Storbritannien, Irland og Australien.
20. februar 2019 modtog George Ezra en Brit Award som bedste mandlige solo-artist.

## Tidligt liv
Ezra voksede op i Hertford i England, og gik på Bengeo Primary School og efterfølgende Simon Balle School. Han flyttede til i Bristol for at studere på British and Irish Modern Music Institute there. Begge hans forældre er lærere.

## Musikstil
Ezra nævner Bob Dylan og Woody Guthrie som sine primære musikalske inspiration. Hans basbaryton stemmer bliver beskrevet som bluesagtig, og When The Gramophone Rings kaldte den "en stemme forud for hans alder", og tilføjede "...en sjælfuld, vissen tone, der ville føle sig mere hjemme hvis den kom fra en kaptajn fra en rejefiskerbåd fra Alabama end en 21-årige person fra Bristol."
En ungdommelig besættelse med Dylan fik Ezra til at opsøge tidligere amerikanske folk- og bluesmusikere. " Af nysgerrighed, gik jeg i gang med at finde ud af, hvem han havde lyttet til," siger han. "Det var her jeg fandt Lead Belly, Woody Guthrie og Howlin' Wolf. Ezra hørte en Lead Belly-opsamling og havde ganske enkelt prøve at synge som ham. "På bagsiden af pladen, stod der, at hans stemme var så kraftig, du måtte skrue ned for din pladespiller ," siger Ezra. "Jeg kunne lide ideen om at synge med en kraftig stemme, så jeg prøvede det, og jeg kunne." 

## Karriere

### 2013–2016:Wanted on Voyage
I juni 2013 spillede Ezra på BBC Introducing Stage ved Glastonbury Festival. Han udgav sin debut-EP Did You Hear the Rain? i oktober 2013. I slutningen af 2013, blev hans musik spillet på BBC Radio 1, med sange som "Did You Hear the Rain?" "Budapest", der ofte blev spillet. Han var med på MTVs 'Brand New for 2014', Vevos 'DSCVR Ones to Watch 2014' og iTunes' nye kunstere for 2014.
Ezra kom med på BBC Sound of... 2014, hvor han sluttede på en femtepalds. Sangen "Budapest" nåede #6 i Italien på den italienske top 20, og blev certificeret guld af Federation of the Italian Music Industry. Han spillede som opvarmning for Lianne La Havas og Tom Odell.
I marts 2014 udgav han sin anden EP Cassy O' og 30. juni samme år udkom så debutalbummet Wanted on Voyage.

### 2017–2019:Staying at Tamara's
Den 3. april 2017 annoncerede George Ezra pludseligt en ny "top secret" lyn-turné, der skulle føre ham rundt til en række byer i blandt andet Irland og Wales. På turnéen blev publikum præsenteret for nye sange, der indikerede, at noget nyt var på vej.
Første single, "Don't Matter Now", blev udgivet 16. juni samme år, hvor det samtidigt blev offentliggjort, at det kommende albums navn var Staying at Tamara's. 19. januar 2018 fulgte så singlen, "Paradise", inden Ezras andet fulde studiealbum udkom 23. marts 2018, der med det samme ryddede hitlisterne i hjemlandet.
På den efterfølgende turne, blev koncerternes afsluttende nummer, "Shotgun", særdeles godt modtaget, og nummeret udkom da også som single i løbet af foråret, 18. maj 2018. Sangen blev Ezras første til at nå førstepladser på hitlister i både England, Irland og Australien og modtog senere samme år Platin.
Turnéen bragte også Ezra til Danmark, hvor han var blandt hovednavnene på Jelling Musikfestival i 2019.

### 2022–nu:Gold Rush Kid
Efter en længere pause uden udgivelser præsenterede Ezra selv julesinglen "Come On Home For Christmas" den 3. november 2021 via blandt andet Facebook og Instagram, og 12. januar 2022 kunne man på det officielle website se, at et tredje studiealbum med titlen "Gold Rush Kid" var på vej.
Førstesinglen "Anyone For You" blev frigivet 28. januar og i den forbindelse blev release-datoen for albummet også annonceret. 'Gold Rush Kid', der udkom 10. juni 2022 hos Columbia Records, er skrevet og produceret hjemme i London af Ezra selv i samarbejde med vennen Joel Pott, der også tidligere har været involveret i Ezras udgivelser. 

## Diskografi

### Studiealbums
| Titel               | Detaljer                                                                                      | Højeste hitlisteplacering | Højeste hitlisteplacering | Højeste hitlisteplacering | Højeste hitlisteplacering | Højeste hitlisteplacering | Højeste hitlisteplacering | Højeste hitlisteplacering | Højeste hitlisteplacering | Højeste hitlisteplacering | Højeste hitlisteplacering | Højeste hitlisteplacering | Certifieringer                               |
| Titel               | Detaljer                                                                                      | UK                        | AUS                       | AUT                       | BEL                       | FRA                       | GER                       | IRE                       | NZ                        | NL                        | SWI                       | SCO                       | Certifieringer                               |
| ------------------- | --------------------------------------------------------------------------------------------- | ------------------------- | ------------------------- | ------------------------- | ------------------------- | ------------------------- | ------------------------- | ------------------------- | ------------------------- | ------------------------- | ------------------------- | ------------------------- | -------------------------------------------- |
| Wanted on Voyage    | - Udgivet: 30. juni 2014 - Label: Sony Music Entertainment - Format: LP, CD, digital download | 1                         | 4                         | 9                         | 13                        | 6                         | 8                         | 5                         | 4                         | 9                         | 6                         | 1                         | - BPI: 2× Platinum - ARIA: Gold - RMNZ: Gold |
| Staying at Tamara's | - Udgivet: 23. marts 2018 - Label: Columbia Records - Format: LP, CD, digital download        | -                         | -                         | -                         | -                         | -                         | -                         | -                         | -                         | -                         | -                         | -                         |                                              |
| Gold Rush Kid       | - Udgivet: 10. juni 2022 - Label: Columbia Records - Format: LP, CD, digital download         | -                         | -                         | -                         | -                         | -                         | -                         | -                         | -                         | -                         | -                         | -                         |                                              |

### Extended plays
| Title                  | Details                                                                                  |
| ---------------------- | ---------------------------------------------------------------------------------------- |
| Did You Hear the Rain? | - Released: 25 October 2013 - Label: Sony Music Entertainment - Format: Digital download |
| Cassy O'               | - Released: 7 March 2014 - Label: Sony Music Entertainment - Format: Digital download    |

### Singler
| 2013                                              | "Did You Hear the Rain?" | —   | —  | 72 | —  | 169 | —  | —  | — | —  | —  | —  | | Wanted on Voyage |
| 2013                                              | "Budapest"               | 3   | 5  | 1  | 7  | 4   | 3  | 4  | 4 | 1  | 7  | 3  | - BPI: Platinum - ARIA: 3× Platinum - BEA: Gold - BVMI: Platinum - IFPI AUT: Gold - IFPI SWI: Gold - RMNZ: Platinum - RIAA: Gold | Wanted on Voyage |
| 2014                                              | "Cassy O'"               | 146 | —  | —  | 53 | —   | —  | —  | — | —  | —  | —  | | Wanted on Voyage |
| 2014                                              | "Blame It on Me"         | 6   | 19 | 15 | 56 | —   | 27 | 17 | — | 17 | 43 | 5  | - BPI: Guld - ARIA: Guld | Wanted on Voyage |
| 2014                                              | "Listen to the Man"      | 41  | —  | —  | 60 | —   | —  | —  | — | —  | —  | 22 | | Wanted on Voyage |
| "—" Nåede ikke hitlisten eller blev ikke udgivet. |                          |     |    |    |    |     |    |    |   |    |    |    | |                  |

### Andre sange på hitlister
| Year | Title                  | Peak chart positions | Album            |
| Year | Title                  | UK                   | Album            |
| ---- | ---------------------- | -------------------- | ---------------- |
| 2014 | "Leaving It Up to You" | 80                   | Wanted on Voyage |